# 국립 우주 센터

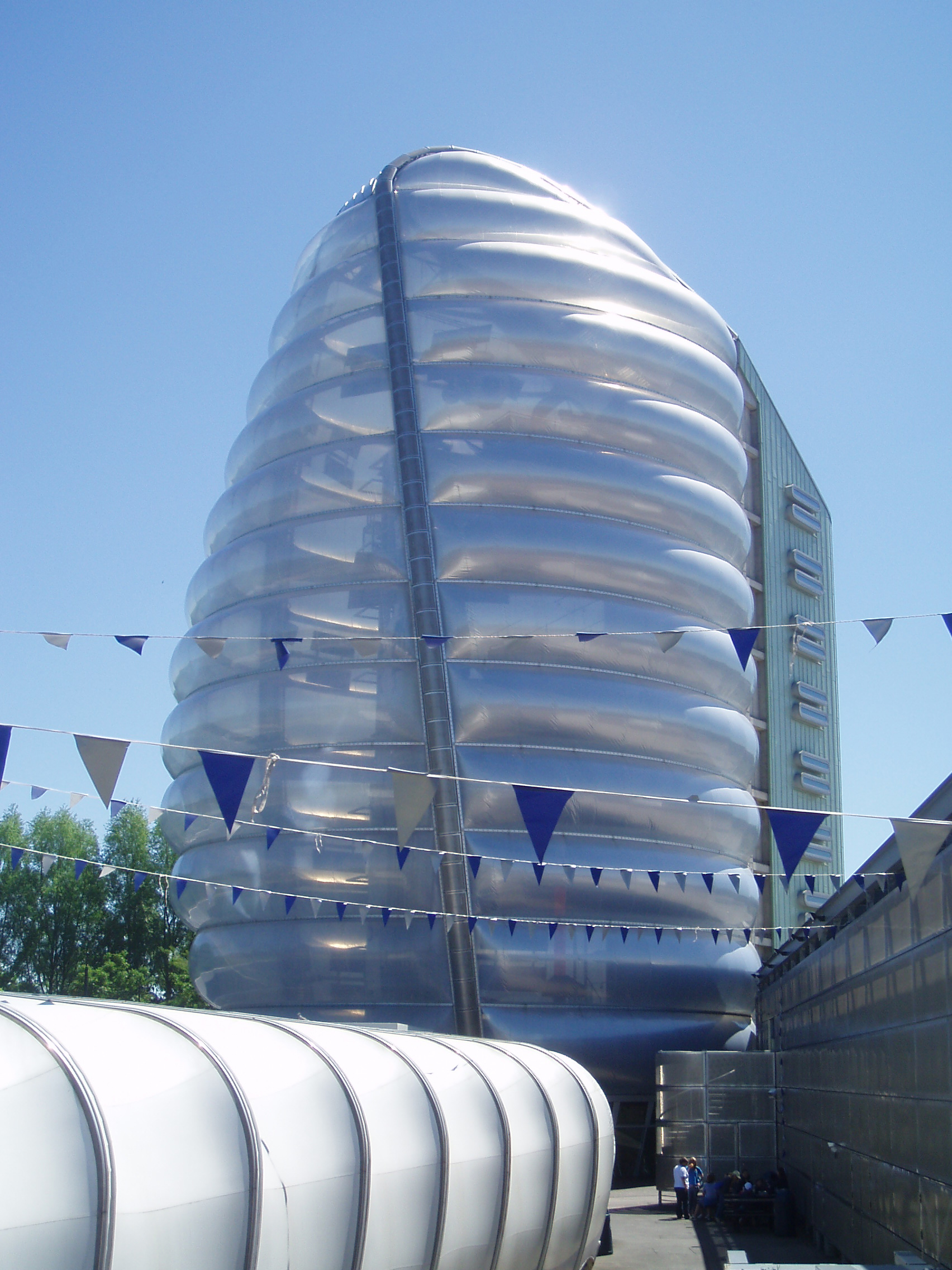

국립 우주 센터(National Space Centre)는 우주과학과 천문학 분야를 관장하는 박물관이자 교육 자원이다. 레스터 대학교와 파트너십을 맺고 우주 연구 프로그램을 시작했다. 소어강 옆 잉글랜드 레스터 벨그레이브시의 북쪽에 위치해 있다. 영국국립우주센터라고도 부른다.
2001년 6월 30일 설립되었으며 직원 수는 189명이다. 건축가는 니콜라스 그림셔이다.

## 같이 보기
- 영국 국립 우주 센터